# 永井利光
永井 利光（ながい としみつ、1964年6月7日 - ）は、日本のドラマー。宮崎県都城市出身。主に、GLAYや氷室京介のサポートドラマーとして活動している。そのほか、EXILE TAKAHIROなど。その際の名義は、「Toshi Nagai」。（通称Toshi）。その他に、音楽スクール等でドラムクリニックを行っている。

## 概要
- 初めて買ったレコードは「黒猫のタンゴ」。幼稚園の時、姉の影響でピアノを習っており、ピアノはドラムの次に身近にあった楽器だと語っている。しかし長続きはしなかった。
- ドラムを始めるきっかけとなったのは4～5歳の時、親に兄の吹奏楽定期演奏会を観に連れられ兄のドラムソロを見た時。小さい頃は兄の真似をして兄のドラムセットを叩いて遊んでいた。
- 高校時代に川添智久（のちのLINDBERG）とバンドを組み、その後、宮崎から一緒に上京した[2]。
- 上京2ヶ月後に、プロとして海援隊からソロになったばかりの武田鉄矢のサポート・ドラムを務める。
- 氷室京介のサポート・ドラマーになったきっかけは、BOØWYの元マネージャーがプロデュースしていたDe-LAXというバンドに参加していた縁で、面白いドラマーとして氷室に紹介された（ちなみにDe-LAXには、後に高橋まことが加わる）。当初は1回きりの予定だったが、その後15年以上も活動を共にすることになる。
- GLAYのサポート・ドラマーとなったきっかけは、ドラマーを探していたGLAYのメンバーが氷室のライブに訪れた際に永井の存在を知り、当時のGLAYのディレクターが共通の知り合いで紹介され現在に至る。
- 基本的にドラムセットは2バスだが、自身のキャリアのスタートとなった氷室京介の最初のツアー時は1バスのドラムセットを使用。PEARLとスポンサー契約を結んでおり、自身のドラムスティックモデルも発売されている。
- 大阪のスクールオブミュージックでゲスト講師を担当していたこともある。
- 近頃ではジャズ・ドラムにも精力的で、ジャズ・ベーシストの池田芳夫らとのセッションを行っている。
- 「光モノ」が大好きで、ダイヤモンドが特に好きである。その出会いや魅力においてのエピソードは自らのホームページで語っている。
- クリニシャンとしても精力的に活動している。特に地元では定期的にクリニックを行い、未来のドラマーの育成に貢献している。最前線でのシーンで活動している彼ならではの体験や知識を惜しむことなく参加者に伝えていくスタイルは好評を博している。
- ユニバーサル・サウンドデザイン社のUSD ACOUSTICS クリアネスイヤホン 【USD CE-H2】のサウンドマスターを務めた。音響機器のプロデュースに携わるのは初めてのこととなる。

## 経歴
- 1964年6月7日 -　宮崎県都城市に生まれる。
- 1970年 - 兄の影響でドラムを始める。
- 1982年 - 18歳で上京。
- 1983年 - プロデビュー。初期の仕事は海援隊解散後の武田鉄矢のバックバンド。後に西城秀樹のサポートドラマーとなる。
- 1989年 - 氷室京介のサポートドラマーとして活動開始。
- 1995年 - GLAYのサポートドラマーとして活動開始。

## サポートしたミュージシャン
- 1983年〜1986年 武田鉄矢
- 1986年〜1989年 ちわきまゆみ
- 1987年 CHAGE and ASKA
- 1988年 少年隊
- 1988年〜1991年 東京少年
- 1989年〜 氷室京介
- 1991年〜 西城秀樹
- 1993年〜1996年 笹野みちる
- 1993年〜1994年 GAO
- 1994年〜 永井真理子
- 1994年 高橋ひろ
- 1995年〜 GLAY
- 1996年 YOU、KEN、辻野正樹、KYO
- 1997年 D.I.E.、the Margarines
- 2001年 京都町内会バンド 〔プロデュース〕
- 2002年 Project Ts　（in N.Y.）
- 2002年〜 『CAPSULE COLORS』
- 2002年 LOUDOGS
- 2004年〜 Backyard-special
- 2005年〜 『音生力』
- 2005年 M.M.T.P
- 2005年〜 TAKUMA
- 2005年〜 HIDEKI（未来）
- 2006年 西山史晃
- 2009年 BREAKERZ 　アルバム『FIGHTERZ』
- 2011年〜 wyse
- 2013年 STEALTH
- 2013年 米倉千尋
- 2021年〜 T-BOLAN
- 2023年 男闘呼組

## ソロ・アルバム
1. 1996年　『MindDrum』
2. 1999年　『D.O.S.Drum』
3. 2005年　『美生・輝生・美翔』
4. 2009年　『Diamonds Drum』

## 書籍
- ドラマー永井利光 自叙伝 夢の途中に（2017年3月23日、シンコーミュージック）
- TOSHI NAGAI　MIND DRUMMER 時代を生き抜くメンタルと思考力（2024年11月15日リットーミュージック）

## DVD
- TOSHI NAGAI ロック・ドラム・マスター（2017年2月28日、アトス・インターナショナル）